# Вараш (зупинний пункт)
Ва́раш — пасажирська зупинна залізнична платформа Рівненської дирекції Львівської залізниці.
Розташована на півдні міста Вараш Рівненської області поблизу Рівненської АЕС на лінії Сарни — Ковель між станціями Чорторийськ (2,5 км) та Рафалівка (10 км).
Станом на 2025 рік, щодня одна пара приміського поїзда прямує за напрямком Ковель-Пасажирський — Сарни.